# Elkin Obregón
Elkin Obregón Sanín (Medellín, 26 de noviembre de 1940-23 de enero de 2021) fue un escritor, pintor, dibujante y narrador colombiano.

## Biografía
Nació en Medellín. Estudió arquitectura sin culminar, en la Universidad Pontificia Bolivariana. Ha ejercido el oficio periodístico como colaborador de diferentes medios El Colombiano de Medellín y El Mundo. Sus caricaturas le hicieron famoso en los años 70 y 80.
Llegó a editar una serie de tiras cómicas muy popular. Sus trabajos han sido recogidos en volúmenes como Grafismos, Más Grafismos, Los Invasores y Trazos, este último una especie de testamento que recoge las caricaturas mejor logradas en su vida artística y otros trabajos con acuarela y dibujo. Igualmente se ha destacado como ameno y experto escritor de relatos cortos los que le han granjeado distinciones y premios. Es un conocedor, crítico y difusor de la música popular brasileña y otros países.
ha sido columnista de La Hoja («Desde Palinuro») y Universo Centro («Caído del zarzo»).
Sus trabajos artísticos han sido recogidos en volúmenes como Grafismos, Más Grafismos, Los Invasores y Trazos. Entre otros, es autor de los libros Titiribicito, Avión llegando en la tarde, Cine, Los amigos, Milagro en Milán, Sobre las cartas de amor, Soneto, Versos del amor y de los otros, Papeles seniles, Crónicas, Vejeces del cancionero colombiano y Memorias enanas. Ha sido investigador y difusor de la música popular colombiana y brasileña, fundador de Discos Aburrá a mediados de los sesenta. Es socio de la librería Palinuro. Ha sido premiado internacionalmente por sus trabajos como caricaturista y editado en las más conocidas revistas del género.